# The Law's Outlaw
Pour plus de détails, voir Fiche technique et Distribution.
The Law's Outlaw est un film américain réalisé par Clifford Smith, sorti en 1918.

## Synopsis
Après avoir perdu les élections pour le poste de shérif de Pyramid County contre Ethan Ransford, Charles Easton voit ses chances d'épouser Rose, la fille du politicien Oscar Davison, lui échapper. Pourtant, peu après, Rose lui rend visite à son ranch et lui demande de l'aider à trouver l'homme qui a volé et battu son père. Charles part avec Ethan dans le désert, se querelle avec lui et lui tire dessus. Sa tête mise à prix, Charles trouve refuge à Hawk's Nest, un endroit apparemment invulnérable apprécié des bandits, où il gagne le respect et la confiance des hors-la-loi. Plus tard, il arrive en ville en ayant avec lui deux hommes menottés, coupables de l'agression sur Davison. Il explique que le tir sur Ethan n'était qu'un piège destiné à lui permettre d'entrer dans le repaire des bandits. Ethan réapparaît, démissionne du poste de shérif au profit de Charles, tandis que Rose accepte la demande en mariage du nouveau shérif.

## Fiche technique
- Titre original : The Law's Outlaw
- Réalisation : Clifford Smith
- Scénario : Alan James
- Photographie : Captain Crane
- Société de production : Triangle Film Corporation
- Société de distribution : Triangle Distributing Corporation
- Pays d'origine :  États-Unis
- Langue originale : anglais
- Format : noir et blanc — 35 mm — 1,37:1 — Film muet
- Genre : Western
- Durée : 50 minutes (5 bobines)
- Dates de sortie :  États-Unis : 13 janvier 1918

## Distribution
- Roy Stewart : Charles Easton
- Fritzi Ridgeway : Rose Davison
- Harry L. Rattenberry : Oscar Davison
- Norbert Cills : Ethan Ransford
- Pete Morrison : Carey Tait
- Robert P. Thompson : Sancho Ramirez
- Louis Durham : Ramon
- William Ellingford : Pop Atwood
- Alfred Hollingsworth : Rodney Hicks
- Percy Challenger : Clarence Bartley